# Pilotrichella pentagona
Pilotrichella pentagona là một loài Rêu trong họ Meteoriaceae. Loài này được (Hampe & Lorentz) A. Jaeger mô tả khoa học đầu tiên năm 1877.